# Farewell, Angelina (brano musicale)
Farewell, Angelina è una canzone scritta da Bob Dylan a metà degli anni '60, di cui si conosce per lo più la versione omonima registrata da Joan Baez.

## Storia e significato
"Farewell, Angelina" è stato un outtake delle sessioni di registrazione in studio dell'album Bringing It All Back Home di Bob Dylan. Nessuno sa quale sia stato il motivo per cui la canzone è stata lasciata fuori dall'album. Tuttavia Dylan la diede a Joan Baez, che ne fece la title track del suo album pubblicato nell'ottobre 1965.
Bob Dylan aveva dichiarato che la struttura melodica del brano musicale era stata ripresa da una canzone dei marinai scozzesi degli anni 1850 di George Scroggie intitolata Farewell to Tarwathie. Quest'ultima canzone, a sua volta, era stata ispirata dalla vecchia melodia tradizionale Wagoner's Lad
Nella The Bob Dylan Encyclopedia, Michael Grey afferma che questa canzone è un punto di riferimento importante nell'evoluzione di Dylan come cantautore: in 'Farewell Angelina' Dylan sembra introdurre un linguaggio surreale, in un modo nuovo, in questo senso il brano è unico.
Il testo è ermetico, e ci sono diversi riferimenti: nella prima strofa il verso «le trombe suonano lentamente»  potrebbe riferirsi al versetto 8:7 dell'Apocalisse. La penultima strofa è forse la più strana: è citato King Kong, e piccoli elfi sui tetti che ballano il tango stile Rodolfo Valentino, mentre gli addetti delle pompe funebri chiudono gli occhi ai morti per non mettere nessuno in imbarazzo. I versi nascondono dei significati difficilmente comprensibili.
Infine, nella parte finale del testo sembrerebbe che si racconti l'addio di un ragazzo prossimo a partire per la guerra. Molto probabilmente il contesto che l'avrebbe ispirata è quello della Guerra del Vietnam, che proprio dal 1965, ai tempi della stesura della canzone, visse la sua drammatica escalation. I versi accennano agli scenari di guerra «Le mitragliatrici ruggiscono / le marionette sollevano rocce / i nemici collegano bombe ad orologeria alle lancette degli orologi / chiamami come vuoi e io non rinnegherò quel nome».

## Incisione
Dylan ha tentato di registrare Farewell, Angelina solo una volta, durante la prima sessione del suo album Bringing It All Back Home del 1965, ma ha abbandonato successivamente tutte le prove d’incisione della canzone. Questo tentativo venne alla fine pubblicato nella compilation The Bootleg Series Volumes 1–3 (Rare & Unreleased) 1961–1991.

## La versione di Joan Baez
Joan Baez ha inciso questa canzone nel suo album Farewell, Angelina del 1965. Nel Regno Unito il brano musicale è stato pubblicato contemporaneamente come singolo. La versione di Baez, sebbene duri circa la metà della registrazione di Dylan, era molto simile nella struttura e mostra un allontanamento dal folk  puro con l'uso di un accompagnamento di archi. Baez ha spesso eseguito il brano nei suoi concerti, dal 1965 fino agli anni 2010. Una versione live appare su Live Europe '83 del 1984.

## Altre versioni
Farewell, Angelina è rimasto un pezzo continuo del repertorio concertistico di Joan Baez, tanto da essere registrato due volte per gli album dal vivo negli anni '80. La canzone è stata anche incisa dai New Riders of the Purple Sage (nell'album Oh, What a Mighty Time), da John Mellencamp (in Rough Harvest), Tim O'Brien, dal gruppo Show of Hands e sul disco When All is Said and Done dei Danú.
Pierre Delanoë e Hugues Aufray l'hanno tradotta in francese con il titolo Adieu Angelina, che a sua volta è stata registrata varie volte.
Un'altra versione in francese venne pubblicata dall'artista greca Nana Mouskouri, che la canta anche in tedesco. 
Una rara versione acustica di Farewell, Angelina venne incisa da Jeff Buckley agli inizi degli anni '90. Una cover del brano eseguita da Bobby Bare venne pubblicata nell'album Darker Than Light del 2012.
Esiste anche una versione in italiano incisa da Bobby Solo nel 1969 ed inclusa nell'album Bobby folk con il titolo Addio Angelina.
Il titolo della canzone Farewell dall'album Parnassius Guccinii di Guccini richiama quella di Bob Dylan e all'interno riprende due versi della canzone («The triangle tingles / and the trumpets play slow»).